# Бараны (Прохоровское сельское поселение)
Бараны — деревня в Красногорском районе Удмуртской республики.

## География
Находится в северо-западной части Удмуртии на расстоянии приблизительно 15 км на восток-северо-восток по прямой от районного центра села Красногорское.

## История
Известна с 1891 года как починок Барановский. В 1905 году 22 двора, в 1924 — 20. С 1932 года деревня и современное название. До 2021 года административный центр Прохоровского сельского поселения.

## Население
Постоянное население составляло 136 человек (1905), 136 (1924, все русские), 287 человек в 2002 году (русские 54 %, удмурты 37 %), 229 в 2012.